# Культура Судану
Мистецтво в Судані, головним чином, племінне за своєю природою. Найпопулярнішими формами мистецтва в Судані є виготовлення масок, різьблення абстрактних візерунків по дереву, виготовлення племінних головних уборів з дерева, ткацтво, вишивання малюнків, що мають історичний сенс, на тканині, і виготовлення барабанів.
Композитна культура Судану об'єднує близько 600 окремих культур, різних для кожної національності і для кожного племені. У країні використовується близько 142 різних мов, і понад 400 діалектів. Однак багато з них вже не вживаються, багато в чому, через війни, що відбулися в 1980-х і 1990-х роках.
Багато музичні традиції Судану були забуті, можливо навіть втрачені, через постійні громадянських воєн, що ведуться в країні. Однак, незважаючи на все це, деякі традиції продовжують існувати, і їх можна почути в народній музиці племен нуба. Традиційна суданська музика заснована на ударних інструментах, зокрема, важливою частиною музики в Судані є барабани. З плином часу європейські музичні особливості також внесли свій внесок у музику Судану. В результаті, сьогодні під час виконанні музики в Судані використовуються такі інструменти, як шотландська волинка, а також гітара.